# Nikoloz Basilašvili
Nikoloz Basilašvili, gruzínsky: ნიკოლოზ ბასილაშვილი, (* 23. února 1992 Tbilisi) je gruzínský profesionální tenista. Ve své dosavadní kariéře na okruhu ATP Tour vyhrál pět singlových turnajů. První z nich ovládl na červencovém German Open 2018. Stal se tak prvním Gruzíncem v historii, jemuž se podařilo vyhrát turnaj ATP. Na challengerech ATP a okruhu ITF získal patnáct titulů ve dvouhře a dva ve čtyřhře.
Na žebříčku ATP byl ve dvouhře nejvýše klasifikován v květnu 2019 na 16. místě a ve čtyřhře pak v témže datu na 148. místě. Na juniorském kombinovaném žebříčku ITF nejvýše figuroval v lednu 2009 na 59. příčce. Trénuje ho Jan De Witt. Dříve tuto roli plnil Pierre Christen.
V gruzínském daviscupovém týmu debutoval v roce 2015 základním blokem 3. skupiny zóny Evropy a Afriky proti Albánii, v němž bez ztráty gamu vyhrál dvouhru nad Reiem Pelušim. Gruzínci zvítězili 3:0 na zápasy. Do června 2021 v soutěži nastoupil k devíti mezistátním utkáním s bilancí 10–3 ve dvouhře a 1–4 ve čtyřhře.
Gruzii reprezentoval na Letních olympijských hrách 2016 v Riu de Janeiru, kde v úvodním kole mužské dvouhry nestačil na jedenáctého nasazeného Uruguayce Pabla Cuevase.

## Soukromý život
Narodil se roku 1992 v gruzínské metropoli Tbilisi do rodiny tanečníka národního baletu Nodara a lékařky Natalie Basilašviliových. Má bratra Tenga Basilašviliho. Dne 28. září 2013 se oženil s modelkou Nekou Basilašviliovou. V roce 2015 se páru narodil syn Lukas. Dvojice se v roce 2019 rozvedla.
Tenis začal hrát v pěti letech. Čtyři roky trénoval ve Spojených státech. Za preferovaný úder uvedl forhend.

## Tenisová kariéra
Na okruh ITF vstoupil roku 2007. Na okruhu TA Tour prošel kvalifikačním sítem během bukurešťského BRD Năstase Țiriac Trophy 2014, kde v prvním kole nestačil na dalšího kvalifikanta Ričardase Berankise.
Na nejvyšší grandslamové úrovni v hlavní soutěži debutoval na French Open 2015, když v závěrečném kvalifikačním kole vyřadil Američana Jareda Donaldsona. V prvním zápase singlu však podlehl Australanu Thanasi Kokkinakisovi. Premiérová grandslamová výhra přišla o měsíc později na travnatém Wimbledonu 2015, kde zdolal argentinského tenistu Facunda Bagnise a po pětisetové bitvě také patnáctého nasazeného Feliciana Lópeze. Ve třetí fázi jej zastavila turnajová dvacítka Roberto Bautista Agut po třísetovém průběhu.
Hráče elitní světové desítky poprvé porazil na vídeňském Erste Bank Open 2016, kde v úvodním kole vyřadil desátého muže žebříčku Tomáše Berdycha. Podruhé pak zdolal světovou sedmičku Dominica Thiema ve druhé fázi Garanti Koza Sofia Open 2017 v Sofii.
Z kvalifikace do dvouhry postoupil na antukovém German Open 2018 v Hamburku. Ve finále zdolal Argentince Leonarda Mayera po třísetovém průběhu. Na okruhu ATP Tour si tak ve 26 letech připsal premiérové turnajové vítězství a stal se prvním Gruzíncem v historii, jemuž se podařilo vyhrát turnaj ATP. Bodový zisk jej katapultoval na nové kariérní maximum, z 81. na 35. příčku žebříčku. Tím se stal nejvýše postaveným gruzínským tenistou v historii světové klasifikace, když překonal 42. místo Irakli Labadzeho. V probíhající sezóně dokázal vyhrát turnaj ATP jako čtvrtý kvalifikant. Rovněž představoval prvního vítězného kvalifikanta v kategorii ATP 500 od titulu Philippa Petzschnera na Bank Austria-TennisTrophy 2008. Ve finále China Open 2018 přehrál argentinskou světovou čtyřku a nejvýše nasazeného Juana Martína del Potra po dvousetovém průběhu a připsal si druhou trofej. Premiérově se posunul do elitní světové třicítky, když mu na žebříčku ATP z 8. října 2018 patřila 23. příčka.

## Finále na okruhu ATP Tour
| Legenda                       |
| D – dvouhra; Č – čtyřhra      |
| Grand Slam (0)                |
| Turnaj mistrů (0)             |
| ATP Tour Masters 1000 (0–1 D) |
| ATP Tour 500 (3–0 D)          |
| ATP Tour 250 (2–3 D)          |

### Dvouhra: 9 (5–4)
| Stav      | č. | datum             | turnaj                      | povrch    | soupeř ve finále      | výsledek      |
| --------- | -- | ----------------- | --------------------------- | --------- | --------------------- | ------------- |
| Finalista | 1. | 24. července 2016 | Kitzbühel, Rakousko         | antuka    | Paolo Lorenzi         | 3–6, 4–6      |
| Finalista | 2. | 19. února 2017    | Memphis, Spojené státy      | tvrdý (h) | Ryan Harrison         | 1–6, 4–6      |
| Vítěz     | 1. | 29. července 2018 | Hamburk, Německo            | antuka    | Leonardo Mayer        | 6–4, 0–6, 7–5 |
| Vítěz     | 2. | 7. října 2018     | Peking, ČLR                 | tvrdý     | Juan Martín del Potro | 6–4, 6–4      |
| Vítěz     | 3. | 28. července 2019 | Hamburk, Německo            | antuka    | Andrej Rubljov        | 7–5, 4–6, 6–3 |
| Vítěz     | 4. | 13. března 2021   | Dauhá, Katar                | tvrdý     | Roberto Bautista Agut | 7–6(7–5), 6–2 |
| Vítěz     | 5. | 2. května 2021    | Mnichov, Německo            | antuka    | Jan-Lennard Struff    | 6–4, 7–6(7–5) |
| Finalista | 3. | 17. října 2021    | Indian Wells, Spojené státy | tvrdý     | Cameron Norrie        | 6–3, 4–6, 1–6 |
| Finalista | 4. | 19. února 2022    | Dauhá, Katar                | tvrdý     | Roberto Bautista Agut | 3–6, 4–6      |

## Finále na challengerech ATP a okruhu Futures
| Legenda             |
| ------------------- |
| Challengery (5–1 D) |
| Futures (10–4 D)    |

### Dvouhra: 20 (15–5)
| Stav      | č.  | datum              | turnaj                   | povrch      | soupeř ve finále    | výsledek                |
| --------- | --- | ------------------ | ------------------------ | ----------- | ------------------- | ----------------------- |
| Vítěz     | 1.  | 24. srpna 2009     | Soči, Rusko              | antuka      | Michail Fufjigin    | 2–6, 7–5, 7–5           |
| Vítěz     | 2.  | 18. června 2012    | Kazaň, Rusko             | antuka      | Ivan Sergejev       | 6–4, 7–6(7–4)           |
| Finalista | 3.  | 2. července 2012   | Jerevan, Arménie         | antuka      | Arthur De Greef     | 0–6, 1–6                |
| Finalista | 4.  | 6. srpna 2012      | Moskva, Rusko            | antuka      | Boy Westerhof       | 4–6, 4–6                |
| Vítěz     | 5.  | 13. srpna 2012     | Moskva, Rusko            | antuka      | Alexandr Lobkov     | 6–3, 7–6(7–0)           |
| Vítěz     | 6.  | 10. září 2012      | Tbilisi, Gruzie          | antuka      | Toni Androić        | 6–3, 4–6, 7–6(7–1)      |
| Vítěz     | 7.  | 3. prosince 2012   | Antalya, Turecko         | tvrdý       | Vladimir Užylovskyj | 3–6, 6–2, 6–2           |
| Vítěz     | 8.  | 10. prosince 2012  | Antalya, Turecko         | tvrdý       | Guillermo Olaso     | 6–2, 6–2                |
| Vítěz     | 9.  | 12. srpna 2013     | Appiano, Itálie          | antuka      | Matteo Trevisan     | 7–5, 3–6, 6–4           |
| Finalista | 10. | 4. listopadu 2013  | Antalya Turecko          | tvrdý       | Robin Kern          | 6–4, 3–6, 3–6           |
| Finalista | 11. | 11. listopadu 2013 | Antalya, Turecko         | antuka      | Marc Rath           | 1–6, 3–6                |
| Vítěz     | 12. | 20. ledna 2014     | Kaarst, Německo          | koberec (h) | Miloslav Mečíř, ml. | 2–6, 7–5, 6–3           |
| Vítěz     | 13. | 19. května 2014    | Karši, Uzbekistán        | tvrdý       | Chase Buchanan      | 7–6(7–2), 6–2           |
| Finalista | 14. | 17. listopadu 2014 | Andria, Itálie           | koberec (h) | Ričardas Berankis   | 4–6, 0–1skreč           |
| Vítěz     | 15. | 8. prosince 2014   | Dauhá, Katar             | tvrdý       | Ramkumar Ramanathan | 7–6(7–5), 6–2           |
| Vítěz     | 16. | 15. prosince 2014  | Dauhá, Katar             | tvrdý       | James Marsalek      | 6–1, 6–2                |
| Vítěz     | 17. | 5. března 2015     | Ra'anana, Izrael         | tvrdý       | Lukáš Lacko         | 4–6, 6–4, 6–3           |
| Vítěz     | 18. | 26. července 2015  | Scheveningen, Nizozemsko | antuka      | Andrej Kuzněcov     | 6–7(3–7), 7–6(7–4), 6–3 |
| Vítěz     | 19. | 21. března 2016    | Kanton, ČLR              | tvrdý       | Lukáš Lacko         | 6–1, 6–7(6–8), 7–5      |
| Vítěz     | 20. | 14. května 2016    | Heilbronn, Německo       | antuka      | Jan-Lennard Struff  | 6–4, 7–6(7–3)           |

### Čtyřhra: (2 tituly)
| č. | datum          | turnaj          | povrch      | spoluhráč       | soupeři ve finále                   | výsledek         |
| -- | -------------- | --------------- | ----------- | --------------- | ----------------------------------- | ---------------- |
| 1. | 7. března 2010 | McAllen, USA    | tvrdý       | Ti Čen          | Jared Easton Matheson Klein         | 7–5, 4–6, [10–4] |
| 2. | 20. ledna 2014 | Kaarst, Německo | koberec (h) | Aleksandr Buryj | Vladimir Ignatik Dinitar Kutrovskij | 4–6, 6–1, [10–6] |